# U-436
Unterseeboot 436 foi um submarino alemão do Tipo VIIC, pertencente a Kriegsmarine que atuou durante a Segunda Guerra Mundial.
O U-436 esteve em operação entre os anos de 1941 e 1943, realizando neste período 8 patrulhas de guerra, nas quais afundou 7 e danificou outros dois navios aliados, num total de 52,074 toneladas de arqueação.
Foi afundado a oeste do Cabo Ortegal, Espanha  no dia 26 de maio de 1943 por cargas de profundidade lançadas da fragata HMS Test e do navio de corveta HMS Hyderabad, causando a morte de todos os 47 tripulantes.

## Comandantes
| Comandante              | Data                                        |
| ----------------------- | ------------------------------------------- |
| Kptlt. Günther Seibicke | 27 de setembro de 1941 - 26 de maio de 1943 |

## Subordinação
Durante o seu tempo de serviço, esteve subordinado às seguintes flotilhas:
| Período                                        | Flotilha                                   |
| ---------------------------------------------- | ------------------------------------------ |
| 27 de setembro de 1941 - 31 de janeiro de 1942 | 5. Unterseebootsflottille (treinamento)    |
| 1 de fevereiro de 1942 - 30 de junho de 1942   | 7. Unterseebootsflottille (serviço ativo)  |
| 1 de julho de 1942 - 31 de agosto de 1942      | 11. Unterseebootsflottille (serviço ativo) |
| 1 de setembro de 1942 - 26 de maio de 1943     | 6. Unterseebootsflottille (serviço ativo)  |

## Operações conjuntas de ataque
O U-436 participou das seguinte operações de ataque combinado durante a sua carreira:
- Rudeltaktik Umbau (7 de fevereiro de 1942 - 16 de fevereiro de 1942)
- Rudeltaktik Umhang (10 de março de 1942 - 16 de março de 1942)
- Rudeltaktik Robbenschlag (7 de abril de 1942 - 14 de abril de 1942)
- Rudeltaktik Blutrausch (15 de abril de 1942 - 19 de abril de 1942)
- Rudeltaktik Strauchritter (29 de abril de 1942 - 1 de maio de 1942)
- Rudeltaktik Greif (14 de maio de 1942 - 26 de maio de 1942)
- Rudeltaktik Puma (16 de outubro de 1942 - 29 de outubro de 1942)
- Rudeltaktik Natter (30 de outubro de 1942 - 6 de novembro de 1942)
- Rudeltaktik Delphin (26 de dezembro de 1942 - 12 de fevereiro de 1943)
- Rudeltaktik Drossel (29 de abril de 1943 - 15 de maio de 1943)

## Coordenadas
1. ↑  em posição 43° 49' N 15° 56' O